# Алуніш (Харгіта)
Алуніш (рум. Aluniș) — село у повіті Харгіта в Румунії. Входить до складу комуни Муджень.
Село розташоване на відстані 215 км на північ від Бухареста, 49 км на захід від М'єркуря-Чука, 134 км на південний схід від Клуж-Напоки, 75 км на північний захід від Брашова.

## Населення
За даними перепису населення 2002 року у селі проживали 143 особи, усі — угорці. Усі жителі села рідною мовою назвали угорську.